# Bab El Web
Bab El Web es una película francoargelina dirigida por Merzak Allouache en 2005.

## Sinopsis
Kamel y su hermano Bouzid viven en Bab el Oued, un barrio popular de Argel. Kamel es un chico solitario, desengañado y taciturno. Bouzid, más jovial, está enganchado a Internet. Se pasa el día en un cibercafé chateando con chicas de todo el mundo. Sin pensarlo realmente, las invita a Argel. .. Pero un día, Laurence, una de las chicas, francesa, con las que chatea le dice que acepta su invitación. ¡Y que llegará a Argel una semana después! Para Bouzid es el caos: ¿cómo va a acoger a Laurence en su modesto apartamento con toda su familia? A pesar de sus reticencias, Kamel acepta ayudar a su hermano a organizar la estancia de la chica…